# Selections from Going My Way
Selections from Going My Way (Academy Award Picture) – studyjny album muzyczny autorstwa Binga Crosby'ego wydany pod koniec 1945 roku. Zawiera utwory, które zostały wykonane przez Crosby'ego w amerykańskim filmie muzycznym Idąc moją drogą z 1944 roku. Było to pierwsze wydanie jednej z najlepszych piosenek Crosby'ego w całej jego karierze, „Swinging on a Star”, na płycie szelakowej.

## Lista utworów
Te nowo wydane utwory znalazły się na 3-płytowym, 78-obrotowym zestawie, Decca Album No. A-405. 
płyta 1
| 1. | „Going My Way” (nagrany 7 lutego 1944)       | 2:50  |
|    |                                              |       |
| 2. | „Swinging on a Star” (nagrany 7 lutego 1944) | 2:28  |
|    |                                              |       |
|    |                                              | 05:18 |
|    |                                              |       |
płyta 2
| 1. | „Too-Ra-Loo-Ra-Loo-Ral” (nagrany 17 lipca 1945) | 3:17  |
|    |                                                 |       |
| 2. | „The Day After Forever” (nagrany 7 lutego 1944) | 3:00  |
|    |                                                 |       |
|    |                                                 | 06:17 |
|    |                                                 |       |
płyta 3
| 1. | „Ave Maria” (nagrany 30 lipca 1945)       | 3:16  |
|    |                                           |       |
| 2. | „Home Sweet Home” (nagrany 30 lipca 1945) | 2:55  |
|    |                                           |       |
|    |                                           | 06:11 |
|    |                                           |       |